# امیررضا پورآقابالا
امیررضا پورآقابالا (زادهٔ ۲۶ اردیبهشت ۱۳۸۳) شطرنج‌باز و عضو تیم ملی شطرنج ایران می‌باشد، که در سال ۱۴۰۲ قهرمان شطرنج ایران شد. وی در ژوئن ۲۰۲۳، در رده‌بندی فدراسیون جهانی شطرنج در رده پنجم شطرنج‌بازان ایران قرار دارد.
او پس از قهرمانی شطرنج ایران در سال ۱۴۰۲ با ارتقا ریتینگ خود به ۲۵۲۳, یکی از شروط اصلی برای کسب عنوان استادبزرگ شطرنج را به دست آورد؛ تا در آینده نزدیک پس از تکمیل سه نُرم استاد بزرگی رسماً از سوی فدراسیون جهانی شطرنج به این عنوان دست یابد.